# Augochloropsis aureocuprea
Augochloropsis aureocuprea är en biart som först beskrevs av Heinrich Friese 1910.  Augochloropsis aureocuprea ingår i släktet Augochloropsis och familjen vägbin. Inga underarter finns listade.